# 泸阳站
泸阳站位于湖南省怀化市中方县泸阳镇，是沪昆铁路上的车站，车站于1971年11月随金竹山—怀化段通车而投入运营:1199。车站由广州局集团怀化车务段管辖，客运仅有慢车停靠，货运办理整车货运到发，是中方县的物资集散中心。
车站设有5条到发线（含正线）:1208、货场一座:346，设有通往台泥（怀化）水泥有限公司的专用线，主要到发品为非矿、水泥、化肥、煤、焦炭。站内驻有怀化工务段泸阳线路车间等单位。